# Neuroph
Neuroph — платформа для роботи з об'єктно орієнтованими нейронними мережами. Може бути використана для створення та тренування нейронних мереж в Java програмах. Neuroph надає Java бібліотеку, а також, інструмент з графічним інтерфейсом easyNeurons для інтерактивної роботи з нейронними мережами. Neuroph — відкрите програмне забезпечення яке надається під ліцензією Apache 2.0.